# Orhy
Orhy (t. Ori, Orhi) – szczyt górski w zachodnich Pirenejach leżący na granicy Francji i Hiszpanii. Najdalej wysunięty na zachód szczyt Pirenejów o wysokości ponad 2000 m n.p.m.